# Investigação do Tribunal Penal Internacional na Palestina
A Investigação do Tribunal Penal Internacional na Palestina, ou Situação no Estado da Palestina, é uma investigação em curso do Tribunal Penal Internacional (TPI) sobre crimes de guerra e crimes contra a humanidade que alegadamente ocorreram no contexto do Conflito Israel-Palestina desde 13 de Junho de 2014.
A Procuradora do Tribunal Penal Internacional (TPI), Fatou Bensouda, anunciou em 20 de dezembro de 2019 uma investigação sobre crimes de guerra alegadamente cometidos na Palestina por membros das forças armadas israelenses ou do Hamas e outros grupos armados palestinos desde 13 de junho de 2014.
As acusações incluem o estabelecimento de assentamentos israelenses ilegais na Cisjordânia ocupada e violações do direito de guerra por parte de membros das forças armadas israelenses durante a Guerra de Gaza de 2014, incluindo alegações de terem como alvo instalações da Cruz Vermelha. Membros de organizações palestinas armadas, incluindo o Hamas, foram acusados de atacar deliberadamente civis israelenses e de usar palestinos como escudos humanos. Desde que a investigação foi aberta em 2015, Israel usou as suas agências de inteligência para vigiar, pressionar e ameaçar altos funcionários do TPI.
Israel não é membro do TPI e contesta a jurisdição do tribunal, apresentando o ponto de vista segundo o qual a Palestina não é um Estado soberano capaz de ser parte do Estatuto de Roma. O primeiro-ministro israelense, Benjamin Netanyahu, condenou repetidamente as alegações e a investigação como "anti-semitas". De acordo com o procurador-chefe do TPI, Karim Ahmad Khan, os supostos crimes de guerra cometidos por israelenses em território palestino e por palestinos em território israelense durante a Guerra Israel-Hamas estão dentro da jurisdição da investigação da Palestina.